# Tibetbussard
Der Tibetbussard, auch Himalaya-Bussard (Buteo refectus, Syn.: Buteo burmanicus) ist ein Greifvogel aus der Familie der Habichtartigen (Accipitridae).
Mitunter wird er auch noch als Unterart des Mäusebussards angesehen und dann als Buteo buteo refectus bezeichnet.
Bis vor kurzem wurde die Art als konspezifisch mit dem Mäusebussard (Buteo buteo) angesehen, dann aber als eigenständige Art unter der Bezeichnung Buteo burmanicus anerkannt mit dem deutschen Namen „Tibetbussard“.
Da der Artzusatz „burmanicus“ jedoch bereits für eine Unterart des Taigabussards (Buteo japonicus), nämlich des B. j. burmanicus in Gebrauch ist, wurde der Name dann auf die jetzige Bezeichnung Buteo refectus geändert.
Er kommt im Himalaya-Gebirgssystem von Nordindien über Myanmar, Bhutan und Nepal bis Südchina (Sichuan, Gansu) vor.
Der Lebensraum umfasst offene Flächen wie Felder, Feuchtgebiete, baumbestandenes bergiges Gelände und kultivierte Hänge bis 3000 in Bhutan und 4300 m Höhe in Nepal.
Der Artzusatz burmanicus bezieht sich auf Burma, der alte Name für Myanmar, refectus kommt von lateinisch reficiere ‚wiederherstellen‘.
Ursprünglich hatte der Taxonautor im Jahre 1929 die Art als „Buteo japonicus saturatus“ beschrieben, dann im Jahre 1935 selbst aus nomenklaturtechnischen Gründen umbenannt in „Buteo japonicus refectus“.

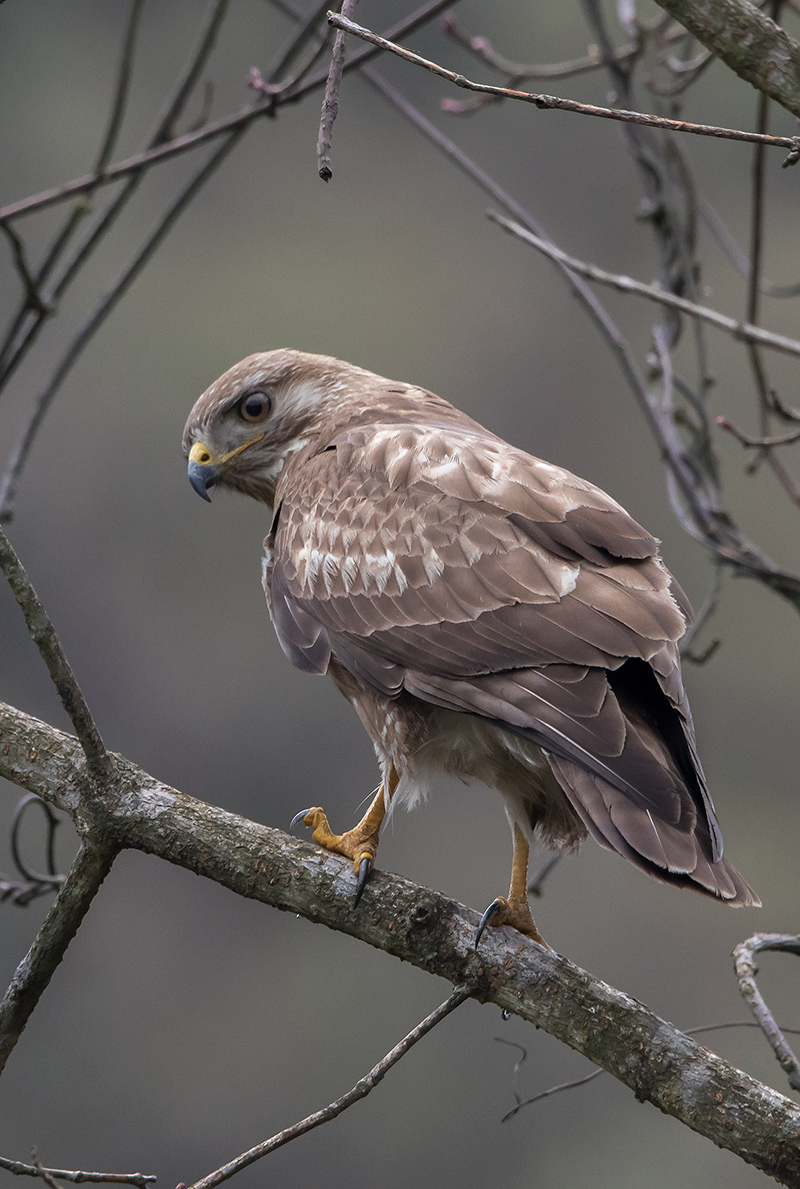
Im Pangolakha Wildlife Sanctuary

## Merkmale
Die Art ist 45 bis 53 cm groß und ist dem Mäusebussard (Buteo buteo) ziemlich ähnlich. Es gibt eine dunkle Morphe, bei der die Oberseite dunkelbraun bis rotbraun ist, die Unterseite kräftig rotbraun, und eine helle Morphe, die oben bräunlich und unten weißlich mit rotbraunen Flecken und Strichen ist. Mitunter grenzt ein blasses „U“ die dunkle Brust ab.
Im Fluge sieht man schwarze Karpalflecken, dunkle Flügelränder und einen großteils ungebänderten Schwanz.
Die Iris ist dunkelbraun, Wachshaut und Beine sind gelb.
Jungvögel haben eine blassere Iris, gelbbraune Färbung der Unterseite mit deutlich gestrichelter Brust.
Die Art ist monotypisch.

## Stimme
Der Ruf wird als lautes „peee-ooo“ ähnlich dem des Mäusebussards, aber klarer, kürzer und höher beschrieben.

## Lebensweise
Die Nahrung besteht wohl aus Nagetieren, kleinen Vögeln, Reptilien und Wirbellosen, die von einem Ansitz und vom Suchflug aus gejagt werden.
Die Brutzeit wird von April bis Juni angenommen.

## Gefährdungssituation
Die Art gilt als nicht gefährdet (Least Concern).